# Tuliszków

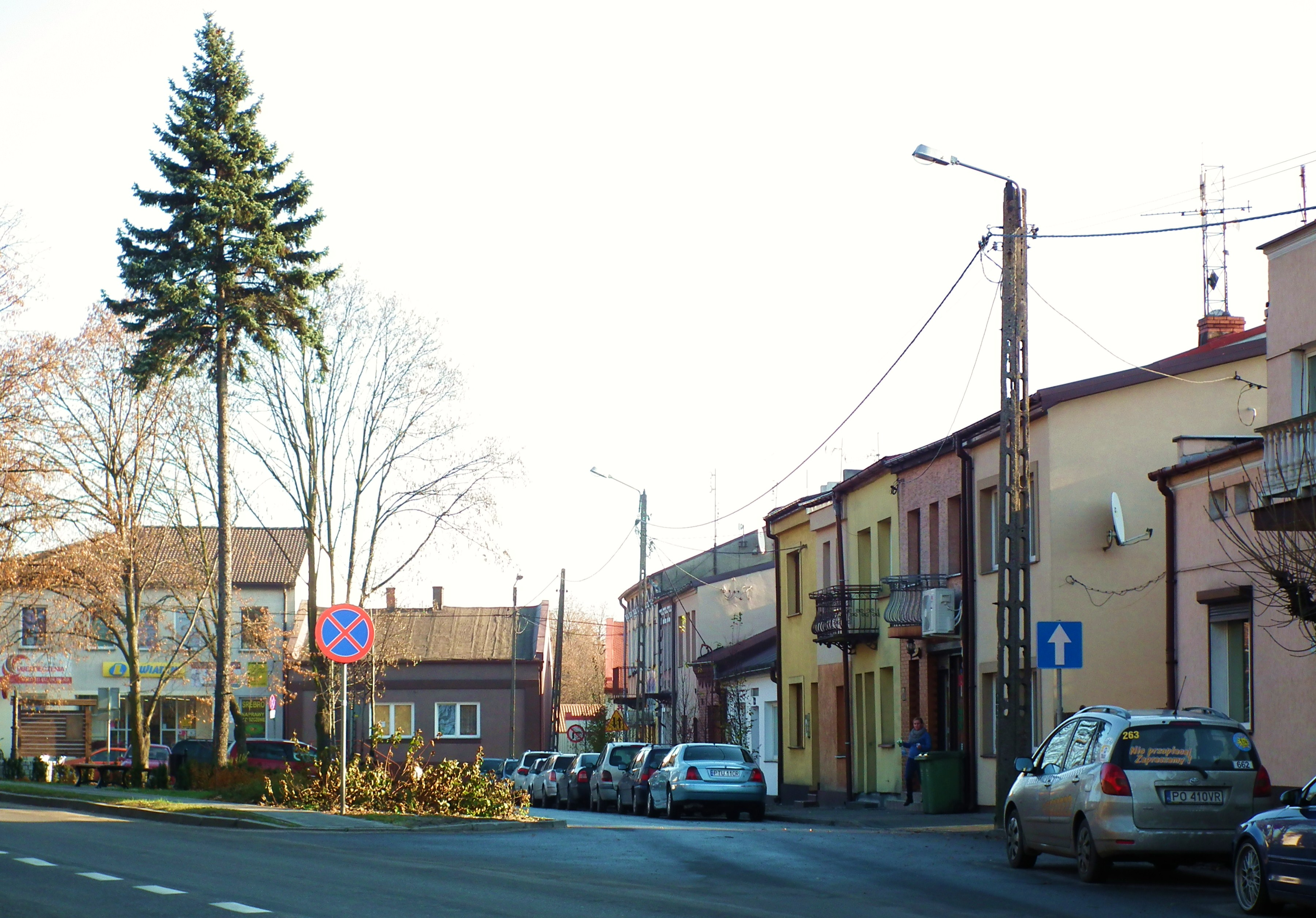
Fragment rynku

Tuliszków – miasto w woj. wielkopolskim, w powiecie tureckim, siedziba gminy miejsko-wiejskiej Tuliszków.
Przed II wojną światową Tuliszków do 1 kwietnia 1938 roku administracyjnie należał do województwa łódzkiego. Po tej dacie przeszedł do województwa poznańskiego. Natomiast od 1 kwietnia 1939 roku należał do powiatu tureckiego.
W latach 1975–1998 miasto administracyjnie należało do województwa konińskiego.
Według danych z 31 grudnia 2009 miasto liczyło 3371 mieszkańców.
Miasto Tuliszków zajęło 6. miejsce na liście najbardziej niebezpiecznych miast w Polsce serwisu internetowego Business Insider, opublikowanej w 2023 roku - razem z miastami Turek i Dobra miało najwięcej przestępstw o charakterze kryminalnym na tysiąc mieszkańców (na podstawie rankingu serwisu Polskawliczbach.pl, wg danych GUS z 2021 roku).

## Położenie
Miasto Tuliszków położone jest we wschodniej części województwa wielkopolskiego, ok. 13 kilometrów na południe od Konina, przy skrzyżowaniu drogi krajowej nr 72 oraz drogi wojewódzkiej nr 443.
Pod względem historycznym Tuliszków leży we wschodniej Wielkopolsce, w Kaliskiem. W drugiej połowie XVI wieku położony był w powiecie konińskim województwa kaliskiego.
Miasto położone jest na Wysoczyźnie Tureckiej, na terenie pagórkowatym (jest to obszar związany genetycznie ze zlodowaceniem środkowopolskim). Charakterystyczne dla okolic są izolowane pagóry, porozdzielane szerokimi dolinami rzecznymi o płaskim, zazwyczaj podmokłym dnie.
Obok miasta przepływa Pokrzywnica, niewielka rzeka dorzecza Warty.

## Historia
Pierwotnie była to osada stanowiąca własność szlachecką. Najstarsza wzmianka zanotowana została ok. 1362 roku, kiedy Tuliszków należał do rodu Zarembów, którzy czyniąc starania uzyskali dla osady prawa miejskie w 1458 roku. W tym samym roku Tuliszków wysłał na wojnę polsko-krzyżacką 5 pieszych. W XV wieku miasto stało się własnością Opalińskich.
Najsławniejszą postacią związaną z Tuliszkowem jest Janusz z Tuliszkowa, XV-wieczny kasztelan kaliski, bliski współpracownik króla Władysława Jagiełły. Za zasługi podczas Bitwy pod Grunwaldem został starostą Gdańska. Posłował w imieniu Polskiego Króla na soborze w Konstancji. Członek Zakonu Kolii, zakonu zrzeszającego elitę średniowiecznego rycerstwa. W czasie wojny trzynastoletniej Tuliszków wystawił w 1458 roku 5 pieszych na odsiecz oblężonej polskiej załogi Zamku w Malborku.
Od XVII wieku właścicielami miasta byli Konarzewscy, a następnie Mycielscy. W XVIII wieku Tuliszków stał się własnością Zamojskich. Po II rozbiorze Polski miasto, liczące wówczas 365 mieszkańców i 83 domy oraz zaledwie 13 rzemieślników, przeszło pod panowanie pruskie. W tym czasie działały także, należące do rodu Zamojskich, dwa młyny wodne i wiatrak. Od 1807 miasto leżało w granicach Księstwa Warszawskiego.
Na przestrzeni XIX wieku znacznie wzrosła w mieście liczba ludności oraz następuje ożywienie życia gospodarczego. Na początku XIX wieku w Tuliszkowie osiedlili się wyznawcy wiary mojżeszowej, w 1807 roku było ich 16 (2,6%), a w 1827 – 51 (5,5%). Jednak w 1870 roku miasto zostało pozbawione przez władze rosyjskie praw miejskich.
Na początku XX wieku Tuliszków liczył już 2 tysiące mieszkańców oraz 170 domów. Prawa miejskie zostały przywrócone po odzyskaniu przez Polskę niepodległości, w roku 1919. W 1920 roku opiekę duchową nad członkami Gminy Żydowskiej pełnił Rabbi Joel Fox. W roku 1921 społeczność żydowska liczyła 260 osób. W okresie przed II wojną światową miasto osiągnęło liczbę 2600 mieszkańców, którzy utrzymywali się głównie z pracy na roli, a częściowo z rzemiosła i drobnego handlu. 
Po zajęciu miasta przez Niemców, w grudniu 1939 lub w styczniu 1940 roku utworzono getto dla żydowskich mieszkańców. Było jednym z pierwszych w tzw. Reichsgau Wartheland. Getto w Tuliszkowie istniało niespełna 22 miesiące. Mniej więcej w czasie Jom Kipur (1 października 1941 r.) większość Żydów z powiatu tureckiego w tym z Tuliszkowa, przesiedlono do getta w Kowalach Pańskich, a stamtąd do obozu zagłady Kulmhof w Chełmnie nad Nerem.
W Tuliszkowie urodziła się Zofia Kamińska pseud. „Tola” – łączniczka Armii Krajowej, ZWZ-AK KG.
W okresie PRL-u w mieście powstało Zespołowe Gospodarstwo Rolne oraz baza maszynowa Spółdzielni Kółek Rolniczych. zakład wytwórczy ubiorów Odzieżowej Spółdzielni Pracy "Turkowianka" w Turku i wytwórnia wyrobów dziewiarskich Zakładu Przemysłu Dziewiarskiego "Polo" w Kaliszu. 

## Demografia

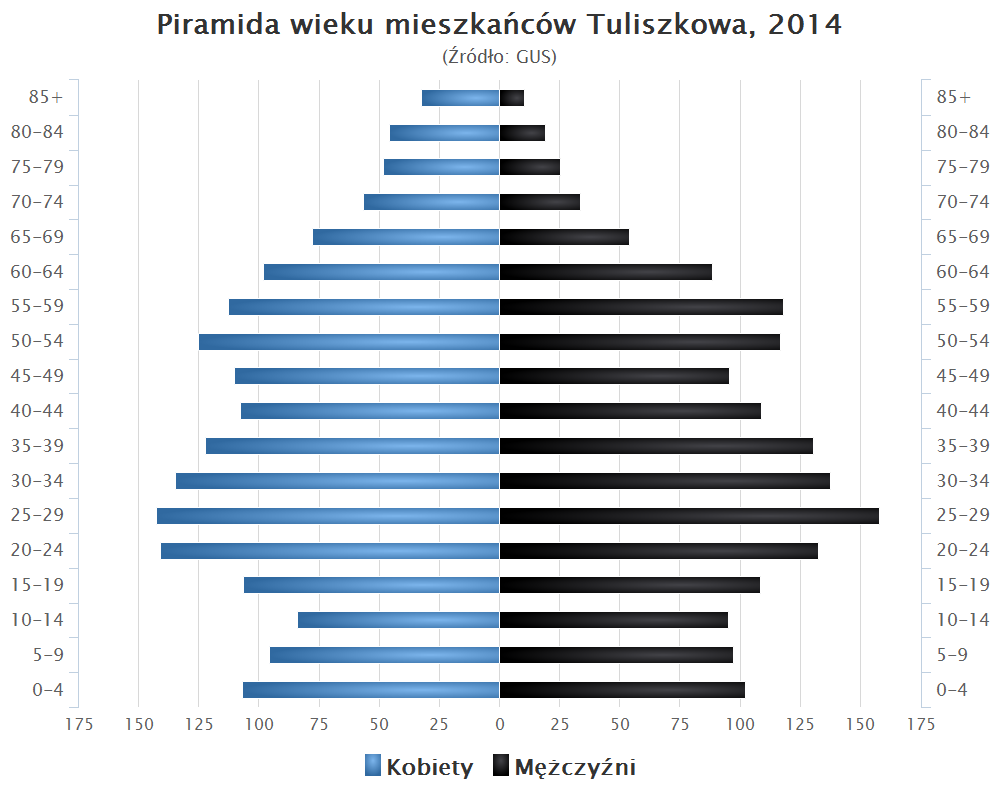
Piramida wieku mieszkańców Tuliszkowa w 2014 roku

## Zabytki

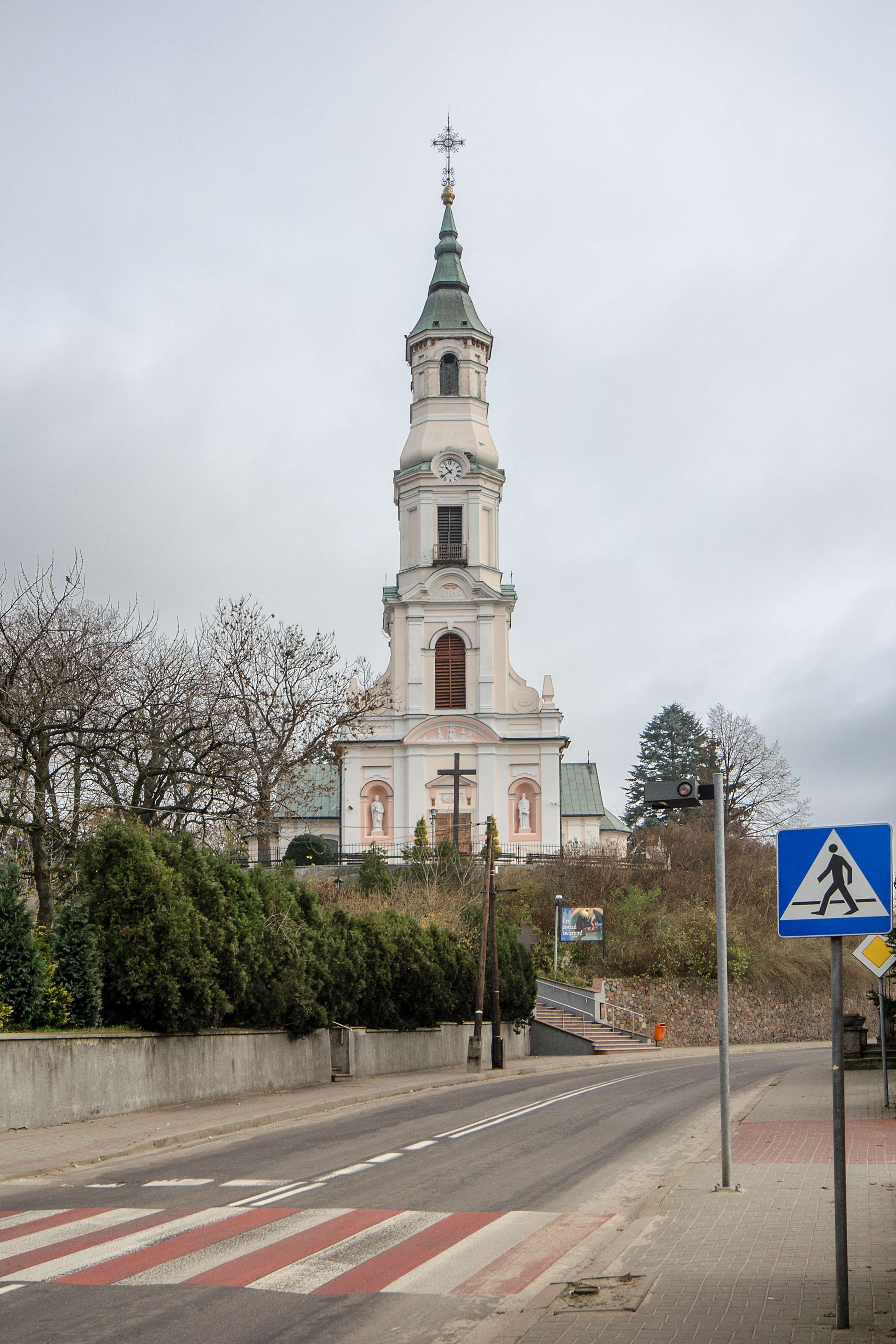
Kościół parafialny pw. św. Wita

- Kościół parafialny pw. św. Wita – monumentalny kościół w stylu gotyckim z 1450 roku zbudowany został na wysokim wzniesieniu, na miejscu wcześniejszej świątyni pochodzącej prawdopodobnie z XIII lub XIV wieku. Ufundował go Mikołaj Zaremba z Kalinowy, kasztelan łęczycki i starosta kruszwicki. Renowacje i liczne przebudowy w późniejszych wiekach zatarły jego pierwotną architekturę na rzecz późnego baroku. Na zewnętrznej ścianie prezbiterium wmurowana jest tablica upamiętniająca więźniów politycznych, którzy zginęli w czasie okupacji niemieckiej. W latach 1874–1877 wydłużona została nawa oraz dobudowano dwie kaplice, tworzące nawę poprzeczną. Wnętrze o skromnym wystroju ścian w postaci pilastrów, z chórem wspartym na trzech arkadach, mieści ołtarze pochodzące z XVIII wieku. Późnogotyckie rzeźby Chrystusa Zmartwychwstałego oraz Matki Boskiej z Dzieciątkiem na półksiężycu są z początku XVI wieku, a krucyfiks z XVII wieku. Późnorenesansowe podwójne epitafium kamienne z klęczącymi postaciami Mikołaja Zaremby i Jana Krotowskiego z Krotoszyna, pochodzi z 1598 roku. W wielkim ołtarzu znajduje się obraz Matki Boskiej z Dzieciątkiem w srebrnej sukience rokokowej z XVIII wieku. Naczynia liturgiczne, puszka i kielich, pochodzą z połowy XVII wieku[10].
- plebania – niedaleko kościoła stoi późnoklasycystyczna plebania, pochodząca z 1816 roku. Parterowy budynek, zbudowany na rzucie litery L przykryty jest dachem naczółkowym, a elewacja frontowa zdobiona jest wejściem na osi ujętym w dwie kolumny. Obecna plebania znajduje się obok starej, została wybudowana w roku 2002, przez ks. proboszcza prałata Stanisława Nowaka[10].
- synagoga – przy ul. 1 Maja znajdowała się synagoga, którą Niemcy zniszczyli podczas II wojny światowej, a później została przebudowana na mieszkania.
- cmentarz żydowski – założony w XIX w. przy drodze do Krępy[11].
- park – w miejscowym parku krajobrazowym, mającym powierzchnię 10,3 ha, położonym we wschodniej części miasta, mieści się późnoklasycystyczny murowany dwór z 1830 roku. Na sztucznie usypanej wyspie, otoczonej fosą, wznosi się dwupiętrowy, późnoklasycystyczny spichlerz, pochodzący z tego samego okresu co dworek. Ściany spichlerza pokryte są pilastrami oraz oknami prostokątnymi i półkolistymi. Czterospadowy dach zwieńczony jest małym szczytem. Obecnie spichlerz jest zabytkiem i podlega ochronie.
- popiersie Tadeusza Kościuszki – znajduje się w centrum miasta na rynku. Pierwsze, pochodzące z 1934 roku, zniszczyli hitlerowcy, zaś obecne odsłonięto w 1962 roku na miejscu poprzedniego. Obok rośnie Dąb Wolności o obwodzie 225 cm. Posadził go w 1919 roku weteran powstania styczniowego Bartłomiej Patrzykąt.

## Gospodarka wodna
Gmina Tuliszków jest zwodociągowana w 98%. Głównie sieć wodociągowa ma 146 966,5 mb. Na terenie gminy znajduje się 5 ujęć wody:
- Tuliszków 104 m³/h (wydajność)
- Gadowskie Holendry 48 m³/h
- Smaszew 41,4 m³/h
- Piętno 22,5 m³/h
- Imiełków 48,9 m³/h.

W roku 1997 została oddana do użytku mechaniczno-biologiczna oczyszczalnia ścieków typu SBR o przepustowości 600 m³ na dobę z automatycznie sterowanym procesem technologicznym oczyszczania ścieków.

## Instytucje
- Komisariat Policji[12]
- jednostka Ochotniczej Straży Pożarnej[13]
- szkoła podstawowa (rok założenia - 1937)[14]

## Sport
W miejscowości działa klub sportowy Tulisia Tuliszków, którego sekcja piłkarska występuje w lidze okręgowej grupy konińskiej. Największymi sukcesami klubu są: Puchar Polski na szczeblu okręgu (2007/2008) oraz sezon spędzony na boiskach IV ligi grupa wielkopolska południowa (również 2007/2008).
| Sezon     | Liga                | Poz. | M. | Pkt. | Mecze | Mecze | Mecze | Bramki | Bramki | Uwagi  |
| Sezon     | Liga                | Poz. | M. | Pkt. | zw.   | rem.  | por.  | zdob.  | str.   | Uwagi  |
| --------- | ------------------- | ---- | -- | ---- | ----- | ----- | ----- | ------ | ------ | ------ |
| 2002/2003 | klasa okręgowa      | 4.   | 30 | 60   | 18    | 6     | 6     | 61     | 39     |        |
| 2003/2004 | klasa okręgowa      | 4.   | 30 | 55   | 16    | 7     | 7     | 62     | 40     |        |
| 2004/2005 | klasa okręgowa      | 6.   | 30 | 50   | 14    | 8     | 8     | 56     | 42     |        |
| 2005/2006 | klasa okręgowa      | 4.   | 30 | 56   | 17    | 5     | 8     | 74     | 38     |        |
| 2006/2007 | klasa okręgowa      | 1.   | 30 | 72   | 22    | 6     | 2     | 71     | 24     | awans  |
| 2007/2008 | IV liga             | 16.  | 30 | 16   | 3     | 7     | 20    | 22     | 64     | spadek |
| 2008/2009 | klasa okręgowa      | 10.  | 30 | 39   | 10    | 9     | 11    | 36     | 31     |        |
| 2009/2010 | klasa okręgowa      | 5.   | 30 | 45   | 14    | 3     | 13    | 41     | 49     |        |
| 2010/2011 | klasa okręgowa      | 5.   | 30 | 44   | 12    | 8     | 10    | 33     | 36     |        |
| 2011/2012 | klasa okręgowa      | 10.  | 30 | 38   | 10    | 8     | 12    | 40     | 40     |        |
| 2012/2013 | klasa okręgowa      | 8.   | 30 | 44   | 11    | 11    | 8     | 44     | 43     |        |
| 2013/2014 | klasa okręgowa      | 15.  | 30 | 21   | 5     | 6     | 19    | 28     | 60     | spadek |
| 2014/2015 | klasa A             | 4.   | 22 | 42   | 12    | 6     | 4     | 46     | 21     |        |
| 2015/2016 | klasa A             | 2.   | 22 | 52   | 17    | 1     | 4     | 74     | 14     |        |
| 2016/2017 | klasa A             | 1.   | 24 | 63   | 20    | 3     | 1     | 93     | 12     | awans  |
| 2017/2018 | klasa okręgowa      | 4.   | 30 | 52   | 16    | 4     | 10    | 69     | 55     | [ 16 ] |
| 2018/2019 | liga międzyokręgowa | 10.  | 30 | 39   | 11    | 6     | 13    | 49     | 68     |        |
| 2019/2020 | V liga              | 15.  | 15 | 9    | 2     | 3     | 10    | 15     | 38     |        |
| 2020/2021 | V liga              | 17.  | 34 | 18   | 5     | 3     | 26    | 48     | 100    | spadek |
| 2021/2022 | klasa okręgowa      | 7.   | 26 | 35   | 10    | 5     | 11    | 47     | 49     |        |
| 2022/2023 | klasa okręgowa      | 6.   | 30 | 46   | 12    | 10    | 8     | 59     | 50     |        |
| 2023/2024 | klasa okręgowa      | 5.   | 30 | 49   | 15    | 4     | 11    | 74     | 62     |        |

Droga do tryumfu w Pucharze Polski OZPN Konin 2007/2008:
- II runda: Fanclub Dąbroszyn 3:3 (k. 2:4) Tulisia
- III runda: Wicher Dobra 0:5 Tulisia
- IV runda: Górnik Kłodawa 0:3 Tulisia
- półfinał: wyniki nieznane
- finał: Tulisia 1:0 Victoria Września

Puchar Polski na szczeblu Wielkopolskiego ZPN 2007/2008:
- I runda: Tulisia 0:1 Nielba Wągrowiec

Prócz klubu piłkarskiego, funkcjonują także grupy młodzieżowe:
- Skład siatkarski dziewcząt – UKS Lis Tuliszków – MKS MOS Turek
- Skład piłkarski – Liga Podwórkowa Tuliszków, w której bierze udział młodzież w wieku szkolnym (rozgrywki zawieszone)